# 官亭镇 (巨鹿县)
官亭镇，是中华人民共和国河北省邢台市巨鹿县下辖的一个乡镇级行政单位。

## 行政区划
辖33个村委会：官亭、常营、台头、商店、樊家、鱼营、北马庄、高家庄、北官亭、凌石屯、前董营、后董营、张起营、北贾庄、张长路、大潘庄、小潘庄、董家庄、赵家庄、袁长路、韩长路、公长路、段升营、周于庄、北刘庄、韩家营、安家庄、陈者营、普盛营、进头营、李吾营、魏家庄、解田庄。 该镇属于黑龙港流域，耕地面积76210亩。是巨鹿县经济重镇。